# 青森インターナショナルLGBTフィルムフェスティバル
青森インターナショナルLGBTフィルムフェスティバル（ あおもりインターナショナルエルジービーティーフェスティバル、Aomori International LGBT Film Festival ）は、2006年より毎年7月に青森県で開催されている、多様な性（ セクシャル・マイノリティ、同性愛 等 ）を考える映画祭。
場所はアウガ5F カダール AV多機能ホール。開催年によって共催イベントが開かれることもある。

## 上映作品

### 2006年（第1回）
7月29日開催
- 誓いますか?/誓います - Tying the knot（2004年、アメリカ）
- chocolate（2000年、日本）
- 向日葵（2004年、日本）
- ヘテロ薬（2005年、日本）
- マイ・ファースト・カミングアウト - Straight Out（2003、アイスランド）

### 2007年（第2回）
7月21日開催
- その月が満ちるまで - Until the Moon Wax（2007年、日本）
- HANDS（2005年、日本）

### 2008年（第3回）
7月27日開催
- デンジャラス・リビング - Dangerous Living : Coming Out in the Developing World（2005年、アメリカ）
- ハーヴェイ・ミルク - The Times of Harvey Milk（1984年、アメリカ）

### 2009年（第4回）
7月25日開催
- ヴォイス・オブ・ヘドウィグ Follow My Voice: With the Music of Hedwig（2006年、アメリカ）
- 花蓮の夏 - Eternal Summer（2006年、台湾）
- わたしが沈黙するとき - When I Become Silent（2007年、日本）

### 2010年（第5回）
7月3日開催
- おばけのマリコローズ - Mariko Rose The Spook（2009年、日本）
- 刑法175条 - Paragraph 175（1999年、アメリカ）
- ミウの歌 - Love of Sian（2007年、タイ）

### 2011年（第6回）
7月3日開催
- しみじみと歩いてる（2010年、日本）
- スプリング・フィーバー - Spring Fever（2009年、中国・フランス）

### 2012年（第7回）
7月9日開催（「多様な性にYes! IDAHOメッセージ展」も同時開催）
- ピュ～ぴる
- 僕の恋、彼の秘密
- Coming Out Story

### 2013年（第8回）
7月20日開催（「多様な性にYes! IDAHOメッセージ展」も同時開催）
- 夕立のみち
- あしたのパスタはアルデンテ
- ダスヴィダーニヤ

### 2014年（第9回）
7月13日開催（「多様な性にYes! IDAHOメッセージ展」も同時開催）
- Call Me Kuchu ウガンダで、生きる
- TSUYAKO
- エソラ
- 僕の中のオトコの娘

### 2015年（第10回）
7月11日開催
- SRS ♂ありきたりなふたり♀︎
- I AM
- カミングアウト

### 2016年（第11回）
7月10日開催
- 怒りを力に ACT UPの歴史
- 日本短編作品集
  - 娘さんを僕にください
  - ある家族の肖像
  - leave us alone
- ソウル・フラワー・トレイン

### 2017年（第12回）
7月8日開催
- ハイヒール革命！
- 日本短編作品集
  - あかぎれ
  - 私は渦の底から
- どうしても触れたくない

### 2018年（第13回）
7月7日開催
- 私はワタシ〜Over the Rainbow〜
- 短編作品集
  - 笑顔の向こう側
  - 間の場所
- 人生は小説よりも奇なり

### 2022年（第15回）
7月2日開催
- ぼくが性別「ゼロ」に戻るとき〜空と木の実の9年間〜
- おばけのマリコローズ
- アバウト・レイ 16歳の決断

### 2023年（第16回）
7月1日開催
- I Am Here～私たちは ともに生きている～
- ハーヴェイ・ミルク
- 世界は僕らに気づかない

### 2024年（第17回）
7月6日開催